# Кортесубі
Кортесубі (баск. Kortezubi (офіційна назва), ісп. Cortézubi) — муніципалітет в Іспанії, у складі автономної спільноти Країна Басків, у провінції Біская. Населення — 412 осіб (2009).
Муніципалітет розташований на відстані близько 340 км на північ від Мадрида, 23 км на схід від Більбао.
На території муніципалітету розташовані такі населені пункти: (дані про населення за 2009 рік)
- Басондо: 42 особи
- Елорріага-Санта-Ана: 62 особи
- Кортесубі: 289 осіб
- Ома: 19 осіб

## Демографія
Динаміка населення (INE ):

## Галерея зображень

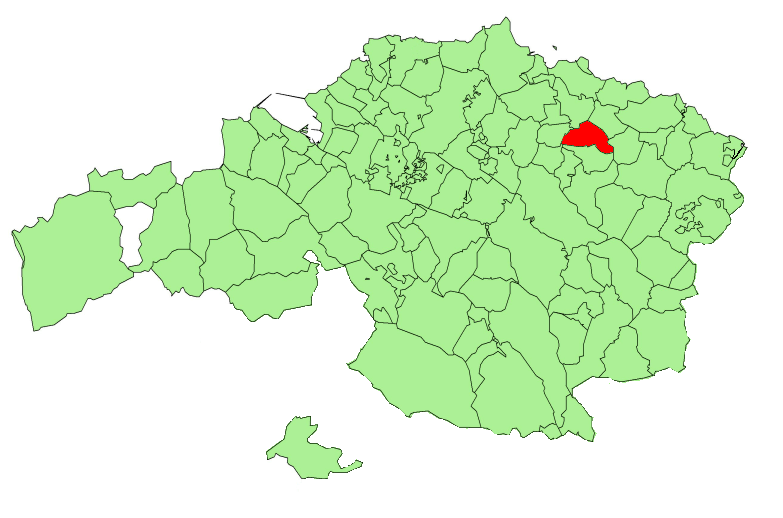
Розташування муніципалітету
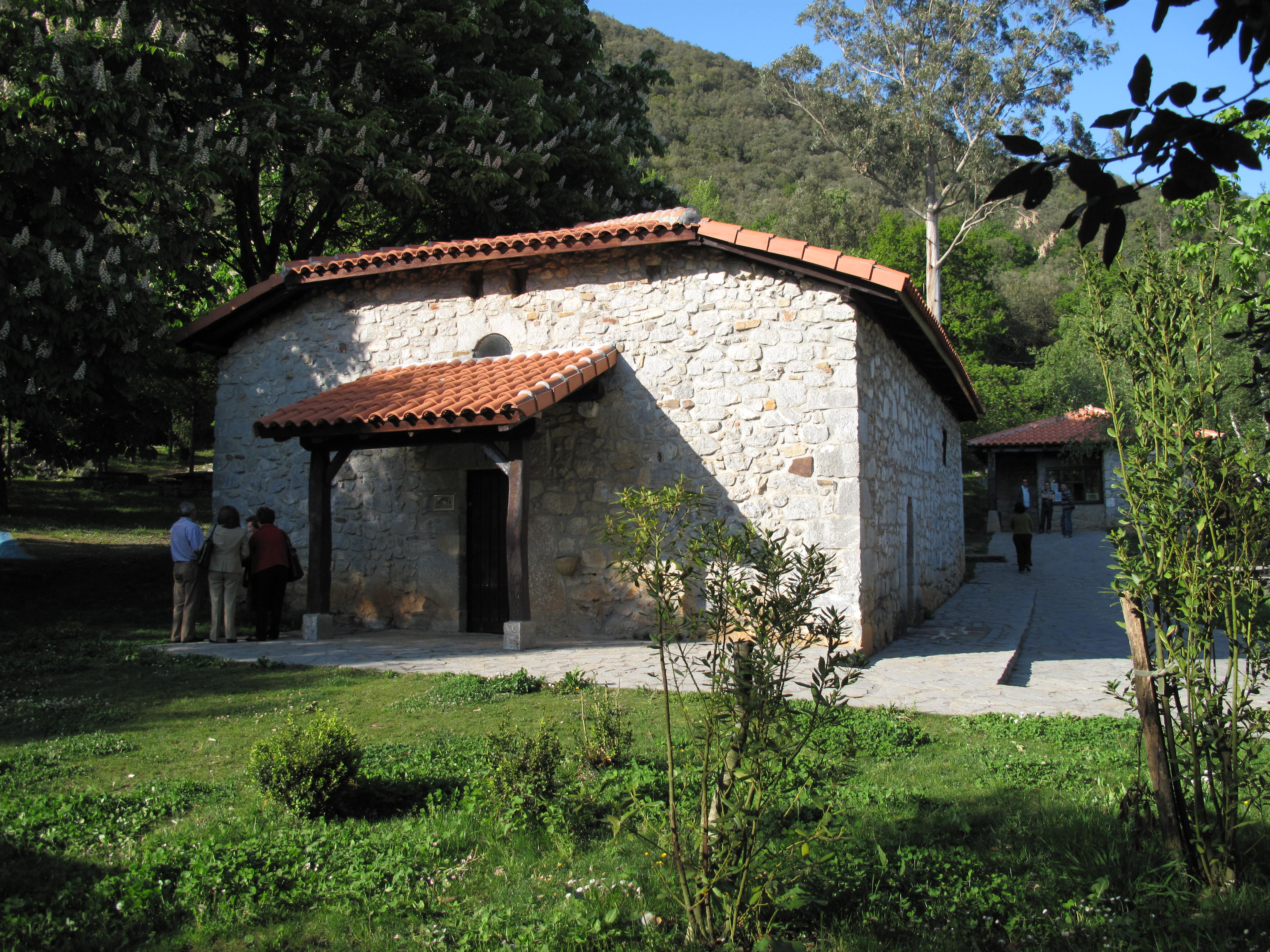
Каплиця Сан Мамес, Кортесубі